# 3367 Alex
3367 Alex eller 1983 CA3 är en asteroid i huvudbältet som upptäcktes den 15 februari 1983 av den amerikanske astronomen Norman G. Thomas vid Anderson Mesa Station. Den har fått sitt namn efter upptäckarens barnbarn Alex R. Baltutis.
Asteroiden har en diameter på ungefär 9 kilometer.